# Luis Frías Sandoval
Luis Frías Sandoval (* vor 1945; † 12. März 2006) war ein dominikanischer Chordirigent.
Frías Sandoval gründete bereits in seiner Zeit am Seminario Pontificio Santo Tomas de Aquino einen Chor, aus dem später die Scola Cantorum und schließlich der Kirchenchor von San Carlos entstand. Während seiner Studienzeit an der Universidad Autónoma de Santo Domingo ab 1945 begründete er die universitäre Chorbewegung. Er erhielt 1947 ein Bachelorabschluss in Philosophie und Literatur und gründete einen Lehrstuhl für Musikrezeption. Daneben unterrichtete er viele Jahre am Liceo Unión Panamericana.
1948 gründete er die Chöre der Normalschulen für Jungen und Mädchen, 1955 mit dem spanischen Organisten Juan Urteaga Loidi den Coro Nacional, dessen Leiter er später wurde. 1967 gewann er mit einem Hochschulchor beim Chorfestival in Chile den Rubro Coro. Nach seiner Rückkehr gründete er La Rondalla Universitaria, eine kleine Formation an der Universität, hinzu kamen im Lauf der Jahre u. a. Chöre des Ministeriums für öffentliche Angelegenheiten, des Medizinerverbandes und der Casa de Francia.

## Quelle
- Hoy digital - Luis Frías Sandoval

| Personendaten    | Personendaten                |
| ---------------- | ---------------------------- |
| NAME             | Frías Sandoval, Luis         |
| KURZBESCHREIBUNG | dominikanischer Chordirigent |
| GEBURTSDATUM     | vor 1945                     |
| STERBEDATUM      | 12. März 2006                |